# Jeanne Hébuterne assise
Jeanne Hébuterne assise est un tableau réalisé par le peintre italien Amedeo Modigliani en 1918. Cette huile sur toile est l'un des nombreux portraits que réalise l'artiste de Jeanne Hébuterne, laquelle est ici figurée assise la tête penchée devant un fond bleu-gris à gauche et orangé à droite. L'œuvre est conservée à la Kunsthaus de Zurich, à Zurich, en Suisse.

## Description
De 92 × 60 cm, la peinture est un portrait de Jeanne Hébuterne, jeune femme qui entretient une relation sentimentale intense avec l'artiste, au point même de se suicider le lendemain de la mort de celui-ci. Hébuterne sert de modèle à de nombreuses peintures du maître. 